# Каинчал
Каинчал или Каинчен (на гръцки: Αντίλαλος, Андилалос, до 1927 година, Καϊντζάλ, Каиндзал) е обезлюдено село в Република Гърция, разположено на територията на дем Драма, област Източна Македония и Тракия.

## География
Каинчал се намира в Родопите. Според Васил Кънчов („Македония. Етнография и статистика“) селото (Каинчен) се намира в Неврокопска каза и попада в историко-географската област Чеч, а според Стою Шишков, то (Каинчалъ) попада в историко-географската област Рупчос и в Рупчоската каза. Съседните му села са Пулово, Дерекьой, Карадере, Буйново и Кожари. Селото е разположено в подножието на връх с височина 1398 метра. Близо до него тече река Куру чей (Куру Рема).

## История

### В Османската империя
В подробен регистър на санджака Паша от 1569-70 година е отразено данъкоплатното население на Коинчени както следва: немюсюлмани – 19 семейства и 22 неженени.
Съгласно статистиката на Васил Кънчов („Македония. Етнография и статистика“) към 1900 година Каинчен е помашко селище със 170 къщи. Към края на XIX век Стою Шишков също го споменава като помашко селище в Рупчоска каза. Според Любомир Милетич към 1912 година населението на село Каинджалъ се състои от помаци.

### В Гърция
През Балканската война в 1912 година в селото влизат български части. След Междусъюзническата война в 1913 година Каинчал попада в Гърция. Според гръцката статистика, през 1913 година в Деремахале и Каинчал (Ντερέ Μαχαλέ και Καϊντζάλ) живеят 119 души. В 1920 година селото има 219 жители, от които 142 жени.
През 1923 година жителите на Каинчал са изселени в Турция по силата на Лозанския договор. В селото са заселени няколко семейства гърци бежанци, които обаче скоро го напускат. Селото продължава да се използва като гранична застава. В 1927 година името на селото е сменено от Каинчал на Андилалос.
| Година    | 1913 | 1920 | 1928 | 1940 | 1951 | 1961 | 1971 | 1981 | 1991 | 2001 | 2011 | 2021 |
| --------- | ---- | ---- | ---- | ---- | ---- | ---- | ---- | ---- | ---- | ---- | ---- | ---- |
| Население | 119  | 219  |      |      |      |      |      |      |      |      |      |      |